# Historia polskiej żandarmerii

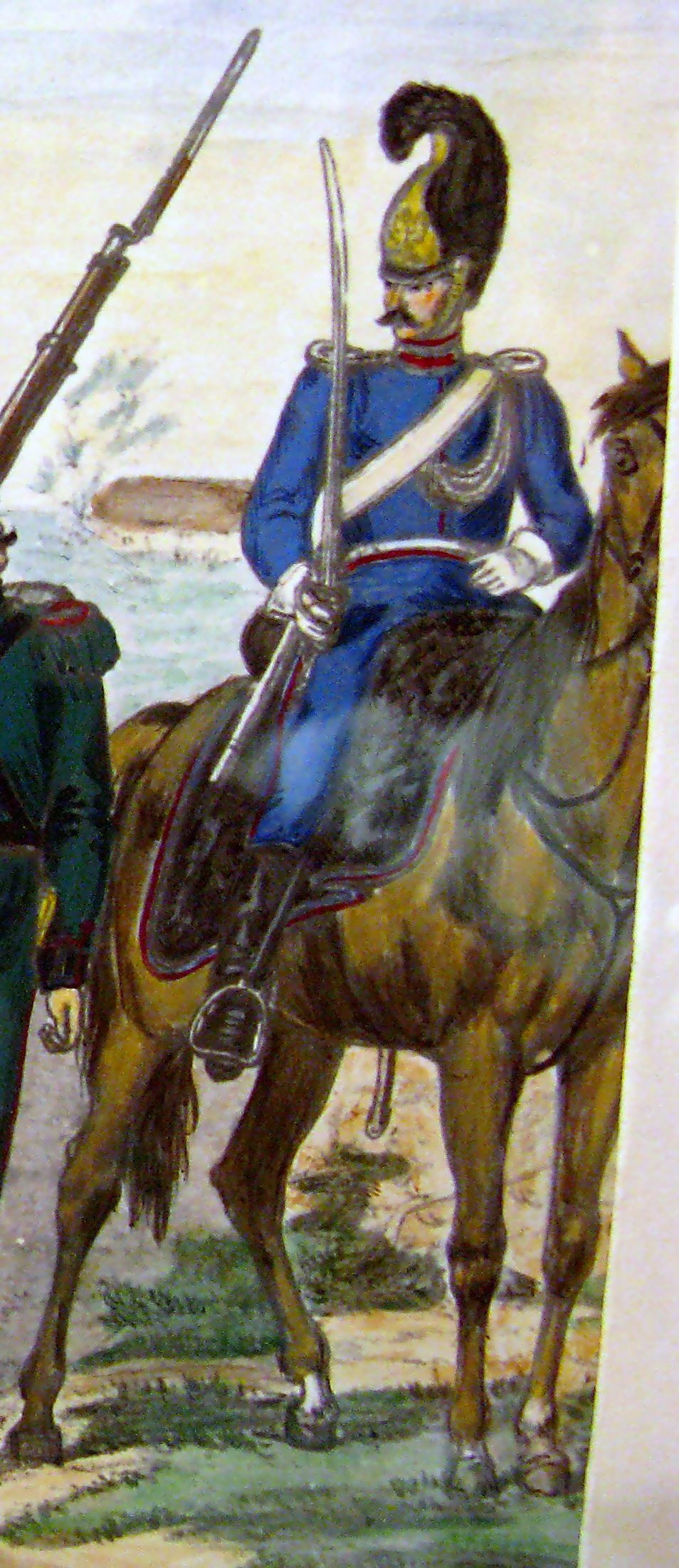
Polski karabinier konny

Historia polskiej żandarmerii – dzieje formacji Żandarmerii w Wojsku Polskim.

## I Rzeczpospolita XVII–XVIII wiek
Pierwszych zapowiedzi funkcji stróża porządku w polskim wojsku – żandarma polowego – doszukać się można w artykułach wojskowych hetmana wielkiego koronnego Jana Zamoyskiego, przyjętych i zatwierdzonych przez Sejm w 1609 roku. Konsekwencją tych przepisów było powołanie specjalnych urzędników: oboźnych, pisarzy polowych, chorążych, profosów, lekarzy i kaznodziejów. Do nich należało, z pomocą przydzielonych kilkunastu ludzi, prowadzenie własnego wywiadu i zwalczanie wywiadu nieprzyjaciela. Zarówno oboźny jak i profos mieli dopilnować ładu i porządku w obozie, strzec bezpieczeństwa na drogach, kontrolować ruch przejezdnych, zwalczać w wojsku maruderstwo, samowolne oddalenia, niszczenie i pozbywanie się mienia skarbowego, chronić mienie skarbowe przed rabunkiem. Do nich też należało chwytanie przestępców, potem odstawianie ich przed sąd hetmański, a następnie wykonywanie jego wyroków. Wymienieni urzędnicy należeli do sztabu hetmana. Podlegali bezpośrednio jego władzy i w świetle obowiązujących przepisów wykonywali swe funkcje na jego rozkaz.
Z końcem panowania Jana III Sobieskiego nastało rozprężenie w armii, które w konsekwencji w następnych latach przyczyniło się do jej powolnego upadku. Dopiero okres rządów Stanisława Augusta Poniatowskiego zwiastował lepsze czasy dla wojska. Powołano wówczas komisję nadzorującą armię w imieniu króla. Precyzyjniej określono procedury zwłaszcza aprowizacyjne i finansowe (żołd). Wydano nowe, oparte na przepisach niemieckich, artykuły wojskowe, które szczegółowo opracowywały całokształt służby i życia wojskowego. Nad przestrzeganiem tego prawa czuwali oficerowie sztabowi (lustratorzy). Zamierzenia te nie dały jednak oczekiwanych rezultatów. Na przeszkodzie stanęła bierność i apatia szlachty niedbającej o sprawy wojskowe oraz powszechny wówczas w Polsce brak poczucia odpowiedzialności społecznej. Brakowało też silnej, charyzmatycznej indywidualności, która ożywiłaby i urzeczywistniła przestrzeganie tych przepisów w samym wojsku.
Kolejnej próby zmiany i ulepszenia wojska podjął się Tadeusz Kościuszko. Zapatrzony jednak we wzory amerykańskie i patriotyzm tamtejszych obywateli myślał, że dyscyplinę społeczną i wojskową potrafi wskrzesić w narodzie i w wojsku drogą rozbudzenia uczuć patriotycznych, a nie drogą kar i represji. Stąd też kolejne lata nie przyniosły w tej dziedzinie istotnych zmian, a służba wojskowo-policyjna wraz z całym wojskiem pogrążała się w upadku. Dopiero czasy Napoleona, a zwłaszcza udział w jego walkach Legionów Włoskich gen. Henryka Dąbrowskiego i wojsk Księstwa Warszawskiego, ożywiły wojsko polskie nowymi udoskonaleniami w tej dziedzinie.

## Księstwo Warszawskie 1807–1815
O początkach żandarmerii sensu stricto na ziemiach polskich można mówić dopiero w czasach Księstwa Warszawskiego. Po raz pierwszy z nazwą żandarmerii w formacjach polskich spotykamy się podczas wyprawy Napoleona na Rosję w roku 1812. Po wkroczeniu wojsk francuskich na Litwę Napoleon wydał 1 lipca 1812 roku w Wilnie rozkaz o utworzeniu w każdej z guberni litewskich pułku żandarmerii. Ich zadania i kompetencje ustalały odpowiednie artykuły rozkazu dziennego:
...Rozkazem dziennym Cesarza Napoleona z Wilna 1 lipca 1812 roku utworzona zostaje na Litwie żandarmerya.
Art. 9. W każdej z gubernij: Wileńskiej, Grodzieńskiej, Mińskiej i Białostockiej utworzona będzie żandarmerya pod rozkazami pułkownika, który mieć będzie pod komendą swoją w gubernij Wileńskiej i Mińskiej po dwóch, a Grodzieńskiej i Białostockiej po jednym szefie szwadronu. W każdym powiecie znajdować się ma po jednej kompanii żandarmów, a każda kompania ma liczyć 107 głów.
Art. 13. Żandarmerya odbywać będzie służbę policyjną, dodawać będzie pomoc władzom cywilnym, aresztować zbiegów, włóczęgów i maruderów do jakiejkolwiekbądź armii należących... .
Księstwo Warszawskie oddalone od terenów wojny nie zostało wówczas objęte wspomnianym rozkazem. Dopiero po kilku miesiącach, w listopadzie, kiedy sytuacja na froncie uległa zmianie i wojska francuskie rozpoczęły odwrót, przystąpiono do powołania żandarmerii w departamentach Księstwa Warszawskiego.
Nowo zorganizowana żandarmeria w Księstwie nie była scentralizowana, dzieliła się na odrębne jednostki organizacyjne w każdym z czterech departamentów, a wprowadzone zasady rekrutacji były dość restrykcyjne. Spośród wojskowych przyjmowano jedynie ochotników pomiędzy 30 a 40 rokiem życia, przy czym pierwszeństwo mieli kandydaci umiejący czytać i pisać. Od zgłaszających się zaś cywili nierzadko wymagano znajomości języków obcych. Pod koniec 1814 roku łącznie w Księstwie służyło 158 żandarmów: w departamencie warszawskim - 56 osób, kaliskim - 80, krakowskim - 7, radomskim - 15.
Żandarmeria ta nie była formacją czysto wojskową, lecz miała charakter policyjny. Służba w niej polegała na utrzymaniu bezpieczeństwa, spokoju i porządku w kraju oraz obronie obywateli przed zbiegami, dezerterami i maruderami. Ponadto żandarm miał za zadanie eskortować transporty, egzekwować podatki, zapobiegać nadużyciom poszczególnych komend wojskowych, śledzić włóczęgów i ludzi naruszających porządek prawny. Kolejnym charakterystycznym wyznacznikiem żandarmerii Księstwa Warszawskiego była jej zależność nie od władz wojskowych, lecz od administracji cywilnej. Dlatego żandarmi pełnili służbę we własnym departamencie, nie pobierając żołdu. Wydawano im jedynie z magazynów państwowych żywność i furaż, czyli paszę i obrok dla koni. Posiadali natomiast prawo do nagród, które były pokrywane z tzw. egzekutywnego - np. z odebranej schwytanemu złodziejowi zdobyczy.

## Królestwo Polskie 1815-1830
Po klęsce Napoleona na mocy uchwał kongresu wiedeńskiego powstały dwa, zależne od sąsiadów państwa, utrzymujące w miarę polski charakter - poddane carowi Rosji Królestwo Polskie i Rzeczpospolita Krakowska. Nowe władze postanowiły utrzymać i udoskonalić żandarmerię. Wydano uchwałę zatwierdzającą dalsze jej istnienie, przeznaczając na utrzymanie formacji połowę ze środków uzyskanych z tzw. egzekutywnego. Zmieniał się jednak charakter żandarmerii. Według ustawy opracowanej przez Komisję Rządową Spraw Wewnętrznych i Policji, z ministrem Tadeuszem Mostowskim na czele, miała ona dalej być zależna od administracji cywilnej. Zmienić chciano natomiast nazwę z "żandarmerii" na "straż wojewódzką", która w przyszłości składać się miała nie z honorowych i na własny koszt umundurowanych ochotników, ale z opłacanych funkcjonariuszy. Do kompetencji straży należeć miało: utrzymanie spokoju i bezpieczeństwa publicznego, zapewnienie podróżnym wolnego przejazdu i przejścia, chwytanie przestępców, ochrona ich i konwojowanie, poszukiwanie dezerterów.
Projekt nie został uchwalony. Kwestią sporną była zależność formacji od władz cywilnych. Sam jednak pomysł reaktywowania żandarmerii nie został zaniechany. Idea stworzenia żandarmerii pozostającej pod kierownictwem władz wojskowych pojawiła się ponownie w ułożonym przez gen. Aleksandra Rożnieckiego projekcie. 15 października 1816 został on przyjęty i wprowadzony w życie. Dekret składał się z 13 artykułów, a koncepcja ustroju żandarmerii opierała się na wzorach francuskich:
Chcąc ułatwić środki utrzymania spokojności, porządku i bezpieczeństwa w całym kraju, po zasiągnięciu zdań ogólnego zgromadzenia Rady Stanu, postanowiliśmy i stanowimy utworzenie żandarmeryi, jak następuję:
art. 1. Żandarmeryia ta składać się będzie w każdym mieście wojewódzkim z jednego kapitana, jednego wachmistrza, jednego podoficera, jednego trębacza i 8 żandarmów. Ogółem głów 12, co czyni na 8 województwach głów 96.
art. 2. W każdym mieście obwodowym : z jednego porucznika lub podporucznika, jednego podoficera, z 6 żandarmów. Ogółem głów 8, co czyni 31 obwodów - 348 głów.
art. 3. Prócz tego pod bezpośrednimi rozkazami Naczelnego Dowódcy wojska znajdować będzie się oddział żandarmeryi złożony z 2 poruczników lub podporuczników, 4 podoficerów, z 30 żandarmów. Ogółem 36 głów.
art. 4. Dla utrzymania porządku służby, kontrolowania i raportów, żandarmaryia ta mieć będzie sztab złożony z pułkownika, adjutanta i płatnika. Reszta sztabu podług powszechnych prawideł w wojsku przyjętych urządzona będzie.
art. 8. Do żandarmeryi tej wybrani być mają ludzie dobrych obyczajów, czytać i pisać umiejący, zdrowi w wieku od 30 do 50 lat.
art. 9. Komisje wojewódzkie i komisarze obwodowi żandarmów sobie przydanych inaczej używać nie będą, jak tylko do utrzymania spokojności i bezpieczeństwa publicznego, chwytania zbrodniarzy, ich strzeżenia i przeprowadzenia ich oraz i więźniów w miejsce wskazane, śledzenie zbiegów i egzekwowanie należności skarbowych. W rzeczach administracji cywilnej komenda żandarmeryi działać nie może, jak tylko za zezwoleniem władzy cywilnej.
art. 10. Wszelkie władze cywilne i wojskowe, w każdym przypadku, od właściwej i przyzwoitej władzy, upoważnionej żandarmeryi na jej wezwanie, udzielać i oną wspierać powinny.
Ogółem stan etatowy żandarmerii liczył 391 osób, a zatem przewyższał zarówno normę przewidywaną w Księstwie Warszawskim (310), jak i stan faktyczny z 1814 roku (158 funkcjonariuszy).
Tak sformowana żandarmeria stanowiła oddzielny korpus broni w ramach korpusu kawalerii. Stopnie oficerskie i podoficerskie, płace i uzbrojenie żandarmi uzyskali podobne jak kawalerzyści. Natomiast cechą wyróżniającą żandarmerię był mundur, a szczególnie jego błękitny kolor z karmazynowymi wypustkami, które nikomu poza nią w wojsku nie przysługiwały. W wyposażeniu żandarma był również karabinek, pistolet i szabla.
Pierwszym komendantem żandarmerii został płk Stanisław Dulfus, kolejnym - ppłk Antoni Strażyński, który w przededniu powstania listopadowego przeniesiony został na emeryturę, a następcy wówczas już nie zdążono wyznaczyć.
Po wybuchu powstania korpus żandarmerii przestał wykonywać swoje zadania, zapisane w dekrecie z 1816 r. Sfery powstańcze żywiły bowiem niechęć do żandarmerii, do jej uzależnienia od władzy administracji cywilnej, a co za tym idzie - od Moskwy. To spowodowało, że część oficerów wycofała się z szeregów, a pozostali zawiesili swoją działalność.

## Powstanie listopadowe i wojna z Rosją 1830–1831
W grudniu 1830 roku powstańczy Rząd Narodowy zarządził koncentrację żandarmów pod Warszawą, a po jej reorganizacji w 1831 roku utworzono Dywizjon Karabinierów Konnych, któremu przewodził ppłk Franciszek Sznajde. Dywizjon liczył dwa szwadrony, w jego składzie zaś znalazło się 16 oficerów i 333 szeregowych. W czasie powstania listopadowego dywizjon stał się jednym z najlepszych i najbardziej odpowiedzialnych oddziałów kawalerii. Jego atak na wojska rosyjskie w marcu 1831 roku pod Dębe Wielkie porównuje się do szarży szwoleżerów pod Somosierrą. Dywizjon uczestniczył także w bitwach pod m.in.: Krynką, Rogoźnicą i Brodnicą. Wielu karabinierów odznaczono wtedy krzyżami Virtuti Militari.
Sytuacja wojsk w czasie powstania listopadowego - bałagan organizacyjny, dezercja, samowola niektórych dowódców - spowodowała konieczność ponownego powołania stałych organów w formie sprzed powstania w celu utrzymania dyscypliny i porządku wojskowego. Ponieważ społeczeństwo nie zaufałoby niepopularnej nazwie "żandarmeria", gen. dyw. Tomasz Andrzej Łubieński rozkazem z 13 czerwca 1831 roku powołał Straż Polową. Był to jednak schyłek powstania, dlatego też Straż ta nie odegrała większej roli.

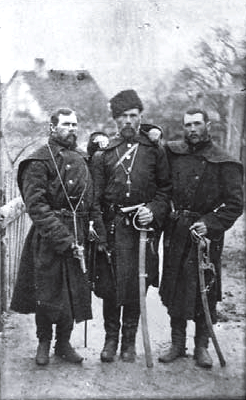
Polska Żandarmeria Narodowa z czasów powstania styczniowego

## Powstanie styczniowe 1863
Żandarmeria wojskowa ponownie pojawiła się podczas powstania styczniowego. Wiadomości na jej temat są skąpe i mało konkretne, jednak za datę jej powstania można przyjąć kwiecień-maj 1863 roku. Główną przyczyną utworzenia żandarmerii były względy polityczne - obrona powstania przed zakusami sił zachowawczych. Jej przywódcą został Paweł Landowski, a jego zastępcą Paweł Ekkert. Na usługach sztabu pozostawali liczni agenci i posłańcy, czyli tzw. galopeni. Naczelnik ówczesnej żandarmerii podlegał bezpośrednio centralnym siłom wojskowym w Warszawie. Żandarmeria powstania styczniowego składała się ze 150, a jak podają inne źródła - z 250 żandarmów. Żandarmi pełnili zwykłą służbę policyjną, nie zastępowali jednak policji, która miała odmienny zakres obowiązków. Mieli obowiązek pomagania członkom organizacji powstańczych prowadząc walki ze zdrajcami powstania.
Później, na mocy rozporządzenia Rządu Narodowego z 13 sierpnia 1863 roku wzorem powstania listopadowego żandarmerię przemianowano na Straż Narodową. W rozporządzeniu tym czytamy:
Rząd Narodowy podaje do wiadomości władzy obywateli kraju, że istniejący dotychczas w mieście Warszawie Dywizjon Żandarmerii zorganizowany został na Straż Narodową. Naczelnik tej Straży używa pieczęci z herbem państwa i napisem: Rząd Narodowy, Naczelnik Straży Narodowej miasta Warszawy. Straż narodowa czuwa nad bezpieczeństwem publicznym i porządkiem w mieście wedle ustawy i instrukcji przez Rząd Narodowy potwierdzonych. Wszystkim rozporządzeniom jej w tym celu wydanym każdy obywatel obowiązany jest ulegać bez najmniejszego oporu (...), (dokumenty Wydziału Wojny Rządu Narodowego 1863-64, Wrocław).
Z chwilą utworzenia żandarmerii narodowej w 1863 roku powstały formacje tzw. żandarmów wieszających i sztyletników. Stanowili oni V Oddział Żandarmerii i byli zakonspirowanym organem wykonawczym Rządu Narodowego i Trybunału Rewolucyjnego. Formacja ta stosowała indywidualny i zbiorowy terror wobec przeciwników powstania. Karała ludność cywilną za pomoc wojskom rosyjskim i zbrojne wystąpienia przeciwko powstańcom. Likwidowała też prominentów wrogich stronnictw i ważnych funkcjonariuszy administracji rosyjskiej.
Po upadku powstania styczniowego żandarmeria na blisko 50 lat przestała istnieć, tak jak przestały istnieć narodowe siły zbrojne. Pojawiła się ponownie w 1914 roku w Legionach Polskich.

## Polskie organizacje niepodległościowe przed I wojną światową
W lutym 1912 w Żytomierzu z inicjatywy Tadeusza Łaniewskiego–Odrowąża zawiązało się tajne sprzysiężenie wojskowe pod nazwą „Wywiadowcy Ukraińscy Polskich Drużyn Strzeleckich”. Organizacja nawiązała kontakt z Komendą Polskich Drużyn Strzeleckich w Krakowie. Jesienią tego roku został zorganizowany specjalny oddział żandarmerii, którego zadaniem była ochrona organizacji, utrzymanie dyscypliny wewnętrznej, wykonywanie wyroków i zbieranie funduszy na „Skarb i Wojsko”. Komendantem oddziału został Aleksander Lisowski, a członkami: Stanisław Dyakowski „Rogacz”, Stanisław Kieszniewski „Borsuk”, Władysław Paprocki „Wampir” i Edmund Zagórski „Kindział”.

## I wojna światowa 1914–1918
Historię żandarmerii w Legionach Polskich w czasie I wojny światowej podzielić można na dwa okresy. Pierwszy rozpoczął się w 1914 roku i trwał do połowy roku 1917, drugi zaś – od połowy 1917 aż do odzyskania przez Polskę niepodległości jesienią 1918 roku. W pierwszym okresie istniały dwie niezależne, a nawet sobie niechętne, organizacje – Komenda Żandarmerii Polowej przy c. i k. Komendzie Polskiego Legionu i żandarmeria I Brygady Legionów. Stan ten utrzymywał się do końca marca 1917 roku, kiedy to samodzielna żandarmeria I Brygady została zlikwidowana, a pozostała tylko Ekspozytura podległa Komendzie Żandarmerii Polowej przy c. i k. Komendzie Legionów Polskich.
Według „Spisu personalnego Żandarmerii Polowej Legionów Polskich” z 30 listopada 1914 roku pełniło w niej służbę 7 oficerów, 4 chorążych, 14 podoficerów i 6 szeregowców (ordynansów). W nawiasach podano miejsca ich pobytu:

1. rtm. Wacław Harasymowicz (w podróży),
2. por. Bolesław Hubert (w podróży),
3. por. Antoni Schwartz (w Żabiem),
4. ppor. Jerzy Żmigrodzki-Szreniawa (chory),
5. ppor. Stefan Żerański (w Jabłonce),
6. ppor. Leopold Grünwald (w podróży),
7. ppor. Ignacy Musiałkowski,
8. chor. Stefan Iwanowski (w Żabiem),
9. chor. Norbert Okołowicz (w Rafajłowej),
10. chor. Jan Borucki (w podróży),
11. chor. Zenon Łysakowski (w podróży),
12. pofic. Józef Biernacki (w Żabiem),
13. pofic. Jan Waligórski (w Żabiem),
14. pofic. Czarski (w Rafajłowej),
15. pofic. Kazimierz Dzięgielewski (w podróży),
16. pofic. Stanisław Deblessen (chory),
17. pofic. Jan Dłużyński (w Rafajłowej),
18. pofic. Zygmunt Gawron (w podróży),
19. pofic. Zawisza (w podróży),
20. pofic. Koziarz[6] (w podróży),
21. pofic. Bronisław Witecki (w Jabłonce),
22. pofic. Józef Kosik (w Jabłonce),
23. pofic. Zygmunt Grabikowski (w podróży),
24. pofic. Schwartz (w Żabiem),
25. pofic. Maroschen (w podróży),
26. szer. Rybka (w Żabiem),
27. szer. Pieczonka (w podróży),
28. szer. Heyi (w podróży),
29. szer. Zembrzycki (w podróży),
30. szer. Uhman (w Rafajłowej),
31. szer. Lechowicz (w Jabłonce)[7].

9 lutego 1917 roku komendant Legionów Polskich przeniósł niżej wymienionych żołnierzy do Żandarmerii Polowej, w stopniach szeregowców:
- szer. Leonarda Mamke z 1 pp,
- st. żołnierza Stefana Zyznomierskiego z 1 pp,
- szer. Edmunda Kappy z 5 pp,
- szer. Franciszka Paula z 5 pp,
- szer. Włodzimierza Srzednickiego z 5 pp,
- sekc. Emanuela Quirini z 5 pp,
- Teofila Kopaczyńskiego z 1 pa,
- Stanisława Krawczyńskiego z 1 pa,
- Stanisława Sałatę z 1 pa,
- Juliana Walawskiego z 1 pa,
- sekc. Stanisława Śliwę z Parku Amunicyjnego,
- szer. Rudolfa Masłowskiego ze Stacji Zbornej w Rembertowie,

oraz sierż. Stanisława Galosa z Domu Ozdrowieńców w Kamieńsku, w stopniu sekcyjnego, i furmana Trenu Sztabu LP Michała Byczkiewicza, w charakterze ordynansa.
11 lutego 1917 roku komendant Legionów Polskich zatwierdził posterunki Żandarmerii Polowej, które wcześniej podlegały Komendzie Grupy Legionów Polskich przy:
- Stacji Zbrojnej w Lublinie
- Stacji Zbrojnej w Krakowie
- Stacji Zbrojnej w Przemyślu
- Komendzie III Brygady Legionów Polskich w Dęblinie
- Inspektoracie Werbunkowym w Łodzi

Obsada posterunku w Dęblinie pozostawała w etacie Komendy ŻP, natomiast pozostałych posterunków w etacie oddziałów, do których zostały przydzielone.
16 lutego 1917 roku komendant Legionów Polskich przydzielił legionistę Franciszka Schmidta z Oddziału Sztabowego Komendy LP do Komendy Żandarmerii Polowej, w charakterze woźnicy.
20 lutego 1917 roku komendant Legionów Polskich, pułkownik Stanisław Szeptycki polecił utworzyć z dniem 21 lutego 1917 roku Ekspozyturę Żandarmerii Polowej w Warszawie przy ulicy Ludnej 11 pod komendą chorążego Jana Franciszka Dłużyńskiego. Komendantowi Ekspozytury podlegały Posterunki Żandarmerii Polowej przy Inspektoracie Werbunkowym i Komendzie Placu Legionów Polskich w Warszawie. Tego samego dnia plut. żand. Józef Kozakiewicz z Komendy Żandarmerii Polowej zastąpił sekcyjnego Zdzisława Widnera w Posterunku Żandarmerii Polowej przy Inspektoracie Werbunkowym w Łodzi. 21 lutego 1917 roku plutonowy Stanisław Prausse otrzymał przeniesienie z Posterunku Żandarmerii Polowej przy Stacji Zbornej w Krakowie do Komendy Żandarmerii Polowej oraz przydzielił do Komendy Żandarmerii Polowej niżej wymienionych żołnierzy w charakterze szeregowców:
1. sek. Władysława Wójtowicza z 5 pp,
2. Franciszka Wojtaszewskiego z III/3 pp,
3. Henryka Nadzieję z Prowiantury 1 pa,
4. Jan Bojański z Oddziału Sztabowego II Brygady LP,
5. Henryka Bednarczyka z Oddziału Sztabowego II Brygady LP,
6. Tadeusza Drużbackiego z 1 puł.

23 lutego 1917 roku komendant Legionów Polskich zwrócił uwagę podległym jednostkom, że „do służby w Żandarmerii potrzebni są przede wszystkim ludzie zupełnie zdrowi i zdolni do każdej służby”. Potrzeba zwrócenia uwagi podwładnym wynikła z tego, że kandydaci do służby w Żandarmerii motywowali to stanem zdrowia uniemożliwiającym im pełnienie służby frontowej.
26 lutego 1917 roku podpułkownik Leon Berbecki, w zastępstwie komendanta Legionów Polskich, przeniósł sekcyjnego Bolesława Dębskiego z Posterunku Żandarmerii Polowej przy Stacji Zbornej w Lublinie do Ekspozytury Żandarmerii Polowej w Warszawie oraz utworzył nowy Posterunek Żandarmerii Polowej przy Domu Ozdrowieńców w Kamieńsku w składzie: wachmistrz Zdzisław Kwieciński z Komendy Żandarmerii Polowej i tytularny plutonowy Edward Czuruk z Posterunku Żandarmerii Polowej II Brygadzie LP. Ponadto zwolnił plutonowego Stanisława Prausse ze służby w żandarmerii z powodów zdrowotnych, a 3 marca przydzielił do Centralnego Biura Werbunkowego celem prowadzenia akcji werbunkowej.
27 lutego 1917 roku komendant Legionów Polskich przeniósł:
1. plut. żand. Antoniego Patroś do Posterunku Żandarmerii Polowej w Lublinie,
2. kpr. żand. Juliusza Schöna do Posterunku Żandarmerii Polowej w Lublinie,
3. wachm. żand. Adama Szczygielski z Posterunku Żandarmerii Polowej w Lublinie do Komendy Żandarmerii Polowej,
4. plut. żand. Józefa Lincę do Posterunku Żandarmerii Polowej w Krakowie,
5. sekc. żand. Mieczysława Sawickiego do Posterunku Żandarmerii Polowej w Łodzi,
6. Stefana Zyznomierskiego do Posterunku Żandarmerii Polowej Komendzie II Brygady Legionów Polskich.

2 marca 1917 roku komendant Legionów Polskich przydzielił do Żandarmerii Polowej, jako szeregowców:
1. ułana Bolesława Ziembę (Zięba) z 2 puł,
2. starszego żołnierza Bronisława Tyszkiewicza z 3 pp,
3. starszego żołnierza Mariana Woltyńskiego z 2 pp (Stacja Zborna w Rembertowie),
4. sekcyjnego Władysława Dzbańskiego z 6 pp (Stacja Zborna w Rembertowie),
5. legionistę Piotra Mazurka z 3 Oddziału Karabinów Maszynowych 5 pp,
6. legionistę Kazimierza Pająka z 1 pp,
7. legionistę Eugeniusza Piwela z 2 baterii 1 pa,

oraz sierżanta Bolesława Czuchajowskiego ze Stacji Zbornej LP w Rembertowie, w stopniu sekcyjnego.
Od marca do sierpnia 1917 cała żandarmeria w nowej strukturze skupiona była w Warszawie. 9 marca 1917 roku służbę w Komendzie Żandarmerii Polowej Wojsk Polskich pełnili niżej wymienieni oficerowie, podoficerowie i szeregowi:

1. por. Norbert Okołowicz
2. ppor. Jan Waligórski †1940 Charków
3. ppor. Mieczysław Nitecki
4. ppor. Bronisław Witecki
5. ppor. Zygmunt August Gawron
6. chor. Jan Franciszek Dłużyński
7. wachm. Romuald Turasiewicz
8. wachm. Karol Gąsiorowski
9. wachm. Adam Szczygielski (1890 – 15 IV 1917)
10. wachm. Zygmunt Grabikowski r. 1895
11. wachm. Zdzisław Kwieciński
12. wachm. Stanisław Sitek
13. wachm. Ignacy Skoczeń
14. wachm. Jan Dziurzyński
15. sierż. Władysław Drzymulski
16. tyt. wachm. Włodzimierz Habliński
17. tyt. wachm. Władysław Mozdyniewicz
18. tyt. wachm. Eugeniusz Czaprański (9 lutego 1917 roku awansował na plutonowego)
19. plut. Mieczysław Czerwiński
20. plut. Andrzej Pałka
21. plut. Włodzimierz Marszałek
22. plut. Antoni Patroś
23. plut. Albin Bobak
24. plut. Emil Bukała
25. plut. Józef Linca
26. plut. Władysław Bartoszyński
27. plut. Alfred Bojarski (przydzielony 21 lutego 1917 roku ze Stacji Zbornej w Lublinie, w której służył w stopniu wachmistrza)
28. plut. Edward Czuruk
29. plut. Piotr Guzior
30. plut. Kazimierz Szczepanek
31. plut. Feliks Horski
32. plut. Zygmunt Holewiński[b]
33. plut. Karol Kurtzmann
34. plut. Józef Kozakiewicz
35. plut. Stanisław Śliwa – podoficer rachunkowy II klasy (przydzielony 9 lutego 1917 roku z Parku Amunicyjnego, w którym służył w stopniu sekcyjnego)
36. sekcyjny Stanisław Galos (przydzielony 9 lutego 1917 roku z Domu Ozdrowieńców w Kamieńsku, w którym służył w stopniu wachmistrza)
37. sekcyjny Władysław Kawecki
38. sekcyjny Stanisław Sarnecki
39. sekcyjny Juliusz Schön
40. sekcyjny Michał Pałka
41. sekcyjny Bolesław Dębski
42. sekcyjny Zdzisław Widner
43. sekcyjny Mieczysław Sawicki
44. sekcyjny Zygmunt Horyszowski
45. starszy żołnierz Stanisław Puchalski (przydzielony 20 lutego 1917 roku z Ewidencji Komendy LP)
46. starszy żołnierz Stanisław Gąsienica
47. szer. Stanisław Krawczewski
48. szer. Mieczysław Bernaczyk
49. szer. Franciszek Flatau (przydzielony 21 lutego 1917 roku z Prowiantury 1 pa)
50. szer. Edward Gorczyca (przydzielony 21 lutego 1917 roku z 1 pp)
51. szer. Marian Pasieka (przydzielony 21 lutego 1917 roku z 1 pp)
52. szer. Tadeusz Waligórski
53. szer. Piotr Mazurek
54. szer. Bolesław Zięba
55. szer. Kazimierz Pająk
56. szer. Jarosław Jaworski (przydzielony 21 lutego 1917 roku z Kompanii Sztabowej Komendy LP)
57. szer. Władysław Dzbański
58. szer. Marian Woltyński
59. szer. Stefan Majewski
60. szer. Stanisław Sałata
61. szer. Andrzej Wójcik (przydzielony 21 lutego 1917 roku z Sztabowego Oddziału Telefonicznego I Brygady LP)
62. szer. Władysław Wojtowicz
63. szer. Piotr Baranowski (przydzielony 21 lutego 1917 roku z 5 pp, w którym służył w stopniu legionisty)
64. szer. Telesfor Sojka lub Sujka (przydzielony 22 lutego 1917 roku z Inspektoratu Werbunkowego w Łodzi, w którym służył w stopniu legionisty)
65. szer. Marian Obrębski
66. szer. Ignacy Rzepecki
67. szer. Edward Miodek (przydzielony 21 lutego 1917 roku z 1 pa)
68. szer. Jan Tursa (przydzielony 21 lutego 1917 roku z 5 pp, w którym służył w stopniu sekcyjnego)
69. szer. Eugeniusz Piwel lub Piwell
70. szer. Walenty Nodzyński → Dowództwo ŻP PKP
71. szer. Antoni Pietkiewicz
72. szer. Bolesław Albrecht r. 1895
73. ordynans szer. Michał Byczkiewicz (przydzielony 9 lutego 1917 roku z Trenu Sztabu LP, w którym był furmanem)
74. ordynans szer. Aleksander Lazaruk
75. ordynans szer. Józef Antosiewicz (27 III 1917 roku przeniesiony do Warsztatów Taborów LP, w charakterze kowala)
76. ordynans szer. Michał Pankiewicz
77. ordynans szer. Jan Byczkowiak[8]

21 kwietnia 1917 roku przybył legionista Włodzimierz Mądziel z Krajowego Inspektoratu Zaciągu do WP, a ubył do tej instytucji sekcyjny Garbowski.
21 kwietnia 1917 roku Komenda Żandarmerii Polowej Wojsk Polskich liczyła 7 oficerów, 79 żołnierzy i 15 ordynansów oraz 7 koni wierzchowych i 6 koni pociągowych, a także 3 wozy. Spośród wymienionych żandarmów 2 oficerów, 24 żołnierzy i 5 ordynansów pełniło służbę w ekspozyturach, natomiast kolejnych 30 żołnierzy i jeden ordynans pełnił służbę w posterunkach. Tego dnia w dyspozycji Żandarmerii Polowej znajdowało się 73 aresztantów.
27 kwietnia 1917 roku stan osobowy Komendy nie uległ zmianie. Tego dnia ubyli z Komendy: wachmistrz Włodzimierz Habliński z posterunku w Krakowie, jako superarbitrowany (urodzony 4 września 1876 roku w Krośnie, urzędnik bankowy, służył w 2 Pułku Ułanów LP, zmarł z ran 30 listopada 1917 roku w Krakowie) i sekcyjny Bolesław Czuchajowski do Szpitala w Modlinie. Według raportu porannego z 18 czerwca 1917 roku Komenda liczyła 7 oficerów, 32 podoficerów i 24 szeregowców oraz 7 koni wierzchowych, 2 konie pociągowe i jeden wóz. Ponadto w Szkole Podoficerów Żandarmerii Polowej WP naukę pobierało 25 podoficerów. Dwa dni później do Komendy przybył ułan Mścisław Skirmunt oraz szeregowcy Józef Galas i Marian Styliński „Strzała”. Ten ostatni, urodzony 31 lipca 1898 roku w Górze Ropczyckiej, służył w Legionach razem z ojcem Franciszkiem Stylińskim „Dziadek” (ur. 1867), sierżantem 5 Pułku Piechoty, i starszym bratem Janem Stylińskim „Selim” (1897–1962), podporucznikiem 5 Pułku Piechoty, a 1939 roku dowódcą Batalionu KOP „Iwieniec”. Marian Styliński w latach 1932–1941 był burmistrzem Tuchowa. 18 czerwca 1942 roku został zamordowany w KL Auschwitz.
23 lipca 1917 roku Komenda liczyła 7 oficerów, 69 podoficerów i 41 szeregowców, w tym 75 poddanych austro-węgierskich i 32 „królewiaków”, którzy jeszcze nie złożyli przysięgi. Z meldunku komendanta Żandarmerii Polowej WP, porucznika Norberta Okołowicza wynika, że żaden z jego podwładnych nie opuścił oddziału z powodu niezłożenia przysięgi. 2 sierpnia 1917 roku w Więzieniu Fortecznym Wojsk Polskich przy ulicy Dzikiej i Gęsiej w Warszawie porucznik Okołowicz odebrał przysięgę od legionistów pochodzących z Królestwa Polskiego, zarówno „pozostających w śledztwie” Sądu Polowego, Inspekcji Wyszkolenia i Żandarmerii, jak i skazanych. Wśród 365 aresztantów znajdowało się 132 poddanych Królestwa Polskich, z których 101 złożyło przysięgę, w tym jeden oficer – podporucznik aptekarz (zob. → „Gęsiówka”).
Od sierpnia 1917 roku Żandarmeria Polowa znowu jednak była rozbita na dwie grupy bez wzajemnych zależności służbowych. Jedna grupa znajdowała się przy Polskiej Sile Zbrojnej, druga dołączyła do Polskiego Korpusu Posiłkowego gen. Zygmunta Zielińskiego.
W Legionach Polskich oddziały żandarmerii formowano równocześnie z oddziałami piechoty, a następnie jednostkami innych broni. Próbowano w ten sposób przeciwstawić się skierowaniu żandarmerii austriackiej do tworzących się za zgodą Wiednia polskich formacji legionowych.
W sierpniu 1914 w Krakowie utworzono dla Legionu Zachodniego konną Żandarmerię Polową. Jej komendantem został rtm. Robert Kunicki, który 11 września wprowadził opracowany przez siebie regulamin Żandarmerii Polowej Legionów Polskich. Wyznaczone zadania dla powstałej formacji sprowadzały się głównie do ochrony armii przed wpływami wywiadu przeciwnika, dywersji, utrzymywania porządku policyjnego na terenach działań zbrojnych, nadzoru nad przestrzeganiem prawa wojennego.
Oddziały nie miały początkowo wyodrębnionego własnego dowództwa i były zależne służbowo od dowódców jednostek, przy których je formowano. Zmiana struktury żandarmerii nastąpiła po kryzysie przysięgowym. Formacje podzielono na dwie części. Jedna podporządkowana została PSZ, druga natomiast weszła w skład PKP podległego Austriakom. Żandarmi służący w Polskiej Sile Zbrojnej otrzymali nazwę Ekspozytura Żandarmerii Polowej Wojska Polskiego, a w lutym 1918 roku zmieniono nazwę na Dowództwo Polskiej Żandarmerii Polowej.
26 lutego 1918 roku w Bobrujsku dowódca I Korpusu Polskiego w Rosji, generał porucznik Józef Dowbor-Muśnicki zawarł z pełnomocnikiem głównodowodzącego niemieckimi wojskami na wschodzie, majorem von Wulffem umowę, na mocy której korpus uznany został przez stronę niemiecką za wojsko neutralne z prawem administrowania na obszarze Białorusi między Dnieprem, od Mohylewa do ujścia Berezyny i linią kolejową Słuck – Osipowicze – Łapicze – Grodzieniec. Dla egzekwowania prawa na okupowanych terenach dowódca korpusu powołał organ bezpieczeństwa pod nazwą Polowa Straż Wojskowa. Podobnie jak w 1831 nie zdecydowano się nazwać tej formacji żandarmerią. Dowódcą straży został porucznik Jelski. Podlegał on szefowi sztabu korpusu oraz prokuratorowi wojskowemu korpusu. Dla realizacji zleconych zadań dowódca straży dysponował Oddziałem Polowej Straży Wojskowej i Wydziałem Śledczym Wojskowym. Straż wraz z innymi oddziałami I Korpusu stacjonowała w twierdzy Bobrujsk. Dowództwo straży zajmowało budynek straży ogniowej przy bramie mińskiej, a kompania straży zakwaterowana została w koszarach etapowych. Żołnierzy pełniących służbę w straży wyróżniały spodnie koloru granatowego z podwójnymi amarantowymi lampasami z żółtym kantem, podwójne akselbanty w kolorze żółtym, a oficerów dodatkowo naramienniki z żółtym kantem.

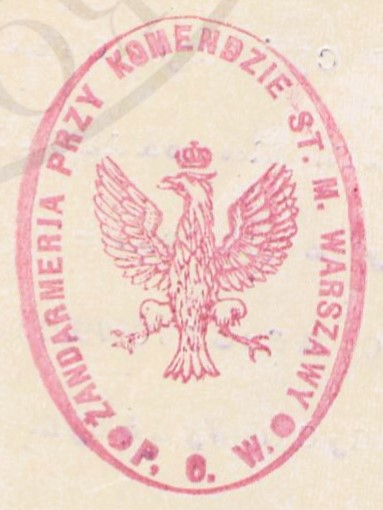
Odcisk pieczęci Żandarmerii POW przy Komendzie st. m. Warszawy

Żandarmeria przy Dowództwie Wojska Polskiego we wschodniej Rosji liczyła w dniu 30 kwietnia 1919 pięciu oficerów, 39 podoficerów, 22 szeregowców i 13 koni.
Dowódcą żandarmerii Komendy Obwodu Pułtusk Polskiej Organizacji Wojskowej był Franciszek Słomiński, ps. Słomka, który 11 listopada 1918 kierował akcją rozbrajania Niemców i razem z Józefem Nodzykowskim, ps. Mazur dowodził atakiem na niemieckie starostwo mieszczące się w pułtuskim zamku.

## II Rzeczpospolita
Po odzyskaniu przez Polskę niepodległości działające przy polskich oddziałach wojskowych jednostki żandarmerii scalono, tworząc z nich jednolitą formację. W wyniku rozkazu Ministerstwa Spraw Wojskowych z kwietnia 1919 roku, działającą w kraju żandarmerię wyłączono z Naczelnego Dowództwa Wojska Polskiego i jako Wydział Żandarmerii podporządkowano II wiceministrowi spraw wojskowych. Zaczęto też wytyczać nowe formy rozwoju żandarmerii. Przeprowadzenie reform powierzono generałowi podporucznikowi Eugeniuszowi Dąbrowieckiemu. Utworzył on Kierownictwo Organizacji Żandarmerii, które skupiało się głównie na:
- przekazaniu kompetencji do osób cywilnych Policji Państwowej;
- oddaniu policji personelu, którego nadmiar powstał w wyniku reorganizacji oddziałów żandarmerii;
- zmianie dotychczasowej dyslokacji oddziałów po odpowiednim ich przeformowaniu;
- wydaniu regulaminów i instrukcji związanych z nowymi zadaniami i przepisami służbowymi.

W połowie września 1919 roku, po kolejnej reorganizacji żandarmerii, w miejsce dotychczasowego dowództwa utworzono Inspektorat Żandarmerii, który był próbą ponownego usytuowania żandarmerii w strukturach Wojska Polskiego. Kolejnych zmian dokonano w lutym 1920 roku. W ramach reorganizacji Ministerstwa Spraw Wojskowych Inspektorat Żandarmerii Wojskowej został przekształcony w samodzielne Dowództwo Żandarmerii Wojskowej, któremu podporządkowano Centralną Szkołę Żandarmerii w Grudziądzu.
Na podstawie poufnego rozkazu L. 500 Ministerstwa Spraw Wojskowych z 18 stycznia 1920 roku dotychczasowe dowództwa żandarmerii wojskowej przy dowództwach okręgów generalnych zostały przemianowane na dowództwa dywizjonów żandarmerii. Dywizjony otrzymały numery okręgów generalnych, na terenie których stacjonowały, a plutony żandarmerii wojskowej wchodzące w skład poszczególnych dywizjonów zachowały w nazwie miejsce swego postoju z dodaniem nazwy macierzystego dywizjonu np. „Dywizjon 3. Pluton Opatów”. Z dniem 1 kwietnia 1920 roku przy każdym dywizjonie został utworzony szwadron zapasowy „o czterech plutonach po 60 ludzi celem wyszkolenia żandarmów dla Żandarmerii Polowej”.
Na podstawie poufnego rozkazu L. 213 Ministerstwa Spraw Wojskowych z 27 stycznia 1920 roku, w celu zapewnienia jednolitego doboru szeregowych do służby w Żandarmerii Wojskowej i Żandarmerii Polowej, każda kandydatura wymagała pozytywnej opinii dowódcy Okręgu Generalnego”.
Charakter wojny z bolszewikami zmusił władze wojskowe do organizowania, siłami Żandarmerii, kordonów na wschodniej linii frontu, w tym kordonu sanitarnego. Zadaniem tego ostatniego, oprócz blokowania możliwości przenoszenia chorób zakaźnych, było utrudnienie prowadzenia propagandy bolszewickiej i szpiegostwa. Po zakończeniu walk wykorzystano te same oddziały do stworzenia kordonu mobilizacyjnego. W czasie odwrotu wojsk polskich wskutek ofensywy Armii Czerwonej na froncie wschodnim w lecie 1920 roku Żandarmeria miała utworzyć cztery kordony defensywne mające na celu przeciwdziałanie przemieszczania się dezerterów.
Oficjalna demobilizacja Wojska Polskiego wprowadzana od kwietnia 1921 roku likwidowała Żandarmerię Polową i Dowództwo Żandarmerii Wojskowej, tworząc w ich miejsce Wydział 2 Żandarmerii Departamentu I Piechoty Ministerstwa Spraw Wojskowych.
W dniach 23-29 czerwca 1923 roku z oficjalną wizytą w Polsce przebywał Król Rumunii Ferdynand z małżonką Marią. W poniedziałek 25 czerwca 1923 roku o godz. 10.15 Para Królewska wzięła udział w wielkiej rewii wojskowej na polu mokotowskim, w czasie której „wzorowy porządek utrzymywała żandarmeria wojskowa pod dowództwem ppłk. [Mieczysława] Piątkowskiego oraz Policja z inspektorami Ludwikowskim i Charlemagne na czele”. We wtorek 26 czerwca 1923 roku Para Królewska wzięła udział w „wielkich ćwiczeniach wojskowych na poligonie rembertowskim”, którymi dowodził generał broni Tadeusz Rozwadowski. Na łamach „Polski Zbrojnej”, po zakończonych ćwiczeniach, skonstatowano: „podkreślić należy, że na całym terenie ćwiczeń nie było żadnej policji, a służbę bezpieczeństwa pełniła tylko żandarmeria wojskowa, której energicznej postawie zawdzięczać należy wzorowy porządek, utrzymany przez nią wśród tłumów publiczności”. Niestety „w czasie ćwiczeń w Rembertowie, zginął Królowej rumuńskiej drogocenny płaszcz, wobec czego gen. Rozwadowski zawiadomił o tym żandarmerię i policję. W Rembertowie mimo szczegółowych dochodzeń na żaden ślad nie natrafiono”. W środę 4 lipca 1923 roku „udało się naszej żandarmerii odnaleźć zaginiony płaszcz Królowej Marii. Jak się okazało został on pozostawiony w aucie, szofer zaś odwiózł go do Łazienek, i tu odebrał go jeden z lokajów pałacowych Kowalewski, u którego płaszcz znaleziono. Płaszcz oddano następnie ambasadorowi rumuńskiemu p. Florescu”.
Do 20 marca 1924 roku zostało zlikwidowanych dwadzieścia sześć plutonów żandarmerii:
- Dubno, Sarny i Włodzimierz w 2 dyonie,
- Mołodeczno i Wilno II w 3 dyonie,
- Kutno, Łódź II, Łódź III i Piotrków w 4 dyonie,
- Kraków II, Nowy Sącz, Tarnów i Wadowice w 5 dyonie,
- Brzeżany, Lwów II i Złoczów w 6 dyonie,
- Konin, Leszno, Ostrów i Poznań II w 7 dyonie,
- Chojnice i Włocławek w 8 dyonie,
- Biała Podlaska i Kobryń w 9 dyonie,
- Rzeszów, Sanok i Stryj w 10 dyonie.

W ich miejsce zostały zorganizowane posterunki żandarmerii.
W tym samym miesiącu niżej wymienieni oficerowie zostali przeniesieni z korpusu oficerów żandarmerii do korpusu oficerów piechoty (23), korpusu oficerów jazdy (3), korpusu oficerów artylerii (1) i korpusu oficerów uzbrojenia (1) z równoczesnym wcieleniem do pułków piechoty:
1. por. żand. Edward Putała z 2 dżand. do 8 pp Leg.,
2. por. żand. Aleksander Władysław Bobrowski z 2 dżand. do 8 pp Leg.,
3. por. żand. Leon Lutostański z 2 dżand. do 8 pp Leg.,
4. por. żand. Jakub Cwaczka z 3 dżand. do 19 puł.,
5. por. żand. Józef Marian Kędzierski z 4 dżand. do 31 pp,
6. por. żand. Ludwik Leopold Durda z 4 dżand. do 31 pp,
7. por. żand. Kazimierz Bronisław Sedlaczek z 4 dżand. do 28 pp,
8. ppor. żand. Władysław Hrycyk z 4 dżand. do 28 pp,
9. kpt. żand. Ferdynand Paweł Kruger z 5 dżand. do 20 pp,
10. kpt. żand. Tadeusz Konrad Kostkiewicz z 5 dżand. do 8 puł.,
11. por. żand. Marian Szulc z 5 dżand. do 20 pp,
12. por. żand. Stanisław Stefan Neisser z 5 dżand. do 20 pp,
13. kpt. żand. Tadeusz Leopold Bruniewski z 6 dżand. do 40 pp,
14. por. żand. Kazimierz Dionizy Krzyżanowski z 6 dżand. do 40 pp,
15. por. żand. Józef Nikorowicz z 6 dżand. do 40 pp,
16. kpt. żand. Franciszek Sowiński z 7 dżand. do 57 pp,
17. por. żand. Ignacy Ślisz z 7 dżand. do 58 pp,
18. kpt. żand. Marian Garbiak z 8 dżand. do 63 pp,
19. por. żand. Edward Magda z 8 dżand. do 63 pp,
20. por. żand. Marian Matera z 8 dżand. do 63 pp → 14 pp,
21. kpt. żand. Edward Drzniewicz z 9 dżand. do 19 pap,
22. por. żand. Władysław Trojanowski z 9 dżand. do 21 puł.,
23. por. żand. Henryk Kuzilek z 9 dżand. do 82 pp,
24. kpt. żand. Władysław Zygmunt Ochab z 10 dżand. do 5 pspodh,
25. kpt. żand. Józef Homik z 10 dżand. do 38 pp,
26. kpt. żand. Karol Pulda z 10 dżand. do 38 pp → CS Żand.,
27. kpt. żand. Władysław Hercok z 10 dżand. do 38 pp z pozostawieniem na zajmowanym stanowisku w DOK X[36],
28. kpt. żand. Tadeusz Konstanty Tomaszewski z 1 dżand. do Okręgowego Zakładu Uzbrojenia Nr 1 z przydziałem do Szkoły Broni Chemicznej na stanowisko wykładowcy[37].

Dwóch spośród wymienionych oficerów (Władysław Hercok i Karol Pulda) zostało później ponownie przyjętych do żandarmerii. Ponadto do innych korpusów zostało przeniesionych 17 chorążych i 750 szeregowych zawodowych.
22 listopada 1924 roku weszła w życie ustawa z 18 lipca 1924 roku o podstawowych obowiązkach i prawach szeregowych w wojsku polskim. Ustawa sankcjonowała podział żołnierzy na oficerów i szeregowych (szeregowcy dzielili się na szeregowców i podoficerów) oraz ustanawiała między innymi stopnie wojskowe w żandarmerii:
- żandarma (równorzędny kapralowi i podmajstrzemu wojskowemu),
- starszego żandarma (równorzędny plutonowemu i młodszemu majstrowi wojskowemu),
- wachmistrza (równorzędny sierżantowi i majstrowi wojskowemu),
- starszego wachmistrza (równorzędny starszemu sierżantowi i starszemu majstrowi wojskowemu).

Dotychczasowi sierżanci sztabowi, wachmistrze sztabowi i ogniomistrze sztabowi przemianowani zostali na starszych sierżantów, starszych wachmistrzów i starszych ogniomistrzów.
W pierwszych latach 20-lecia żandarmeria podlegała ciągłemu procesowi reorganizacyjnemu. Kolejne zarządzenie dotyczące żandarmerii, które w nowych warunkach ustaliło jej kompetencje, wprowadzono w dniu 10 kwietnia 1926 roku. Określało ono, że żandarmeria jest zasadniczą służbą wykonawczą dowództwa. Winna na stopie pokojowej stanowić kadrę żandarmerii polowej i ma za zadanie szkolenie żandarmów zawodowych oraz rezerwistów żandarmerii teoretycznie w dywizjonie szkolnym i praktycznie w oddziale egzekutywnym, przez:
- wykonywanie służby wojskowo-policyjnej w czasie pokoju oraz ochronę sztabów wyższych dowództw,
- wykonywanie służbowych poleceń prokuratorów i sądów wojskowych,
- uczestniczenie w asystencjach wojskowych udzielanych przez władze wojskowe - władzom cywilno-administracyjnym.

Zarządzenie to rozszerzało dotychczasowy zakres zadań żandarmerii, która nie tylko spełniała funkcje policyjne w obrębie sił zbrojnych, ale i ochraniała sztaby i wyższe dowództwa, konwojowała podsądnych, ochraniała zatrzymanych i aresztowanych żołnierzy.
W 1926 roku, po przeprowadzonym zamachu stanu i objęciu przez Józefa Piłsudskiego stanowiska Generalnego Inspektora Sił Zbrojnych i Ministra Spraw Wojskowych rozpoczęto prace nad nową organizacją sił zbrojnych. Zmiany nie ominęły Żandarmerii. Zwiększył się jej stan ilościowy. Utworzono Zamkowy Pluton Żandarmerii odpowiedzialny za ochronę Prezydenta RP i zapowiedziano tworzenie oddziałów strzegących zakładów przemysłu zbrojeniowego.
1 czerwca 1927 roku Minister Spraw Wojskowych, marszałek Polski Józef Piłsudski ustanowił, w miejsce dotychczasowego Wydziału Żandarmerii w Departamencie Piechoty, Dowództwo Żandarmerii.
Wraz z utworzeniem Dowództwa Żandarmerii, które podlegało II wiceministrowi spraw wojskowych (od 1931 – I wiceministrowi) przywrócono jej samodzielność. Umocowanie w systemie prawnym (m.in. dekret prezydenta RP "O Żandarmerii") ostatecznie zakończyło procesy reorganizacyjne formacji.
4 sierpnia 1927 roku Minister Spraw Wojskowych zatwierdził barwy łapek i wypustek na kołnierzach kurtek oraz barwy pasków na kołnierzach płaszczy. Dla oficerów i szeregowych żandarmerii przewidziano łapki turkusowe z wypustkami amarantowymi, a dla oficerów administracyjnych żandarmerii łapki brunatne z wypustkami turkusowymi. Barwy łapek i wypustek na kołnierzach kurtek odpowiadały barwą pasków na kołnierzach płaszczy. Oficerowie i szeregowcy żandarmerii oraz oficerowie administracyjni żandarmerii, z wyjątkiem oficerów żandarmerii przydzielonych do kadry, mieli nosić na naramiennikach numery dywizjonów.
20 października 1927 roku Minister Spraw Wojskowych zmienił barwy łapek i wypustek na kołnierzach kurtek oraz barwy pasków na kołnierzach płaszczy. Dla oficerów i szeregowych żandarmerii wprowadzone zostały łapki szkarłatne z wypustkami żółtymi, a dla oficerów administracyjnych żandarmerii łapki brunatne z wypustkami szkarłatnymi.
17 lutego 1928 roku Minister Spraw Wojskowych zatwierdził daty świąt dywizjonowych:
| 1 Dywizjon Żandarmerii – 19 sierpnia 2 Dywizjon Żandarmerii – 5 listopada 3 Dywizjon Żandarmerii – 1 lipca 4 Dywizjon Żandarmerii – 19 grudnia 5 Dywizjon Żandarmerii – 1 grudnia | 6 Dywizjon Żandarmerii – 12 stycznia 7 Dywizjon Żandarmerii – 13 listopada 8 Dywizjon Żandarmerii – 4 listopada 9 Dywizjon Żandarmerii – 5 sierpnia 10 Dywizjon Żandarmerii – 19 marca |

31 grudnia 1929 roku Minister Spraw Wojskowych zlikwidował Kadrę Oficerów Żandarmerii przy Dowództwie Żandarmerii. Oficerowie służby czynnej przynależni do kadry zachowali posiadaną przynależność służbową bez stałej przynależności macierzystej. Oficerowie służby czynnej przynależni do jednostek ewidencyjnych zachowali posiadaną przynależność etatową, służbową i ewidencyjną. Oficerowie w stanie nieczynnym, oficerowie o nieznanym miejscu pobytu (zaginieni na obszarze działań wojennych), oficerowie kontraktowi, oficerowie czasu wojny i oficerowie weterani pozostali na ewidencji Referatu Personalnego Dowództwa Żandarmerii.
7 stycznia 1931 roku wszedł w życie dekret Prezydenta Rzeczypospolitej z dnia 12 grudnia 1930 roku o żandarmerii.
28 września 1931 roku weszło w życie rozporządzenie Ministra Spraw Wojskowych z dnia 14 września 1931 roku wydane co do §§ 21-25 w porozumieniu z Ministrem Spraw Wewnętrznych i Ministrem Sprawiedliwości w sprawie wykonania dekretu Prezydenta Rzeczypospolitej z dnia 12 grudnia 1920 roku o żandarmerii.
18 lutego 1933 roku Minister Spraw Wojskowych określił przypadki, w których żandarmeria była uprawniona do daktyloskopowania osób i zwłok.
W dniach 24-26 lutego 1933 roku we Lwowie zostały rozegrane zawody szermiercze o mistrzostwo wojska. Mistrzem wojska na 1933 roku w szermierce na szable wśród oficerów, w grupie olimpijskiej został kapitan Władysław Segda z 1 Dywizjonu Żandarmerii.
12 grudnia 1935 roku Minister Spraw Wojskowych unieważnił daty świąt dywizjonowych oraz zatwierdził dzień 13 czerwca jako datę święta żandarmerii.
Po wejściu w życie konstytucji kwietniowej oraz śmierci Marszałka nastąpiły jednak kolejne zmiany w żandarmerii. Nie dotyczyły one podległości formacji, ale zakresu czynności żandarmów, którzy za zadanie mieli:
- administrowanie podoficerami i szeregowymi służby zasadniczej;
- opracowywanie regulaminów i instrukcji toku pełnienia służby;
- współpracowanie z szefem Biura Personalnego przy rozpatrywaniu spraw personalnych oficerów i podoficerów;
- przygotowanie propozycji budżetu;
- współpracowanie z departamentami i dowództwami dostarczającymi zaopatrzenie, uzbrojenie i wyposażenie;
- współpracowanie ze Sztabem Głównym przy opracowywaniu wojennych zadań wojska;
- dbanie o regularne szkolenie kadry zawodowej wojska i szeregowych.

W 1934 roku Prezes Rady Ministrów odznaczył Brązowym Krzyżem Zasługi, po raz pierwszy, za zasługi na polu wyszkolenia wojska:
- tyt. st. wachm. Jan Gajdowski z CWŻand.

za zasługi na polu administracji wojska:
- tyt. st. wachm. Józef Gliński z 1 dżand.

za zasługi na polu bezpieczeństwa wojska:
- st. wachm. Józef Krawczyk z 2 dżand.
- st. wachm. Józef Owsiak z 5 dżand.
- tyt. st. wachm. Kazimierz Bajda z 6 dżand.
- tyt. st. wachm. Andrzej Fercz z 7 dżand.
- tyt. st. wachm. Ignacy Waluga z 10 dżand.
- wachm. Jan Jasiński z 10 dżand.
- wachm. Wilhelm Kaliciecki z 8 dżand.

Żandarmi odznaczeni przez Ministra Spraw Wewnętrznych Medalem za Ratowanie Ginących, po raz pierwszy:
- szer. Józef Jastrzębski z 5 dżand. (1931)
- tyt. st. wachm. Józef Jakubowski z post. żand. Dęblin-Lotnisko (1932)
- wachm. Antoni Kozak z post. żand. Dęblin-Lotnisko (1932)
- kpr. Marian Zygmunt Pękalski z 10 dżand. (1934)
- st. żand. Mieczysław Wrona z 1 dżand. (1934[49])

1 stycznia 1937 roku weszło w życie rozporządzenie Ministra Spraw Wojskowych z 17 listopada 1936 roku wydane co do §§ 25-29 w porozumieniu z Ministrem Spraw Wewnętrznych i Ministrem Sprawiedliwości, w sprawie wykonania dekretu Prezydenta Rzeczypospolitej z 12 grudnia 1930 roku o żandarmerii.

### Wydawnictwa fachowe żandarmerii
10 stycznia 1920 roku Minister Spraw Wojskowych zezwolił na używanie książki „Żandarmeria polowa. Postanowienia organizacyjne i instrukcja służbową dla żandarmerii polowej, pełniącej służbę w powiatach etapowych”, jako tymczasowo obowiązującego podręcznika dla Żandarmerii Polowej do czasu wydania stosownej instrukcji.
9 grudnia 1920 roku szef Departamentu I Ministerstwa Spraw Wojskowych unieważnił broszury wydane przez Żandarmerię Polową Okręgu Etapowego Lwów „Artykuły wojenne dla Wojska Polskiego w pytaniach i odpowiedziach” i „Kancelaria dla Wojska Polskiego w pytaniach i odpowiedziach”.
W 1923 roku w Poznaniu Księgarnia Franciszka Gutowskiego wydała „Służba śledcza. Podręcznik dla organów bezpieczeństwa” autorstwa Wojciecha Stepka i Zygmunta Hoffmann-Krystyańczyka.
7 października 1924 roku Minister Spraw Wojskowych unieważnił następujące wydawnictwa:
- „Tymczasowa instrukcja kancelarii żandarmerii”, sygn. Ż.1/1919,
- „Instrukcja specjalna dla żandarmerii pełniącej służbę w głębi kraju”,
- „Instrukcja dla przeprowadzania służby inspekcyjnej w oddziale żandarmerii polowej”,
- „Regulaminy i przepisy. Żandarmeria polowa. Regulamin zewnętrzny”, Warszawa 1919,
- „Polska żandarmeria. Instrukcje służbowe”, cz. I, Kraków 1919,
- „Badania protokólarne. Instrukcja Nr I”, Naczelne Dowództwo Frontu Wołyńskiego,

oraz pozostawił jako obowiązujące:
- „Żandarmeria polowa. Postanowienia organizacyjne i instrukcja służbową dla żandarmerii polowej, pełniącej służbę w powiatach etapowych” sygn. D.M.O. Wk L. 1423.20,
- „Przepisy kancelaryjne dla żandarmerii wojskowej”, sygn. O. III Szt. Gen. L. 2573, wydawnictwo Dowództwa Żandarmerii Wojskowej,
- „Postanowienia organiczne i uzupełnienie instrukcji służbowej dla żandarmerii polowej pełniącej służbę na terenie operacyjnym”, sygn. Dep. Nauk. Szkol. M.S.Wojsk. 1919,
- „Tymczasowe postanowienia organiczne i instrukcja służbowa żandarmerii” sygn. Szt. Gen. O. VII Nauk. 1919[53].

W 1925 roku Drukarnia Dowództwa Okręgu Korpusu Nr VII w Poznaniu wydała książkę „Służba wywiadowcza i ochrona przeciwszpiegowska z 20 rycinami” autorstwa podpułkownika Wojciecha Stepka i majora Karola Chodkiewicza.
21 kwietnia 1927 roku Minister Spraw Wojskowych zatwierdził do użytku służbowego „Instrukcję służbową żandarmerii” sygn. Ż.1/1927 i jednocześnie unieważnił „Tymczasowe postanowienia organiczne i instrukcję służbową żandarmerii” sygn. Szt. Gen. O. VII Nauk. 1919.
8 maja 1933 roku Minister Spraw Wojskowych zatwierdził do użytku służbowego żandarmerii tablice poglądowe zatytułowane „Konwój” i „Kucie”.
W 1934 roku Dowództwo Żandarmerii wydało „Instrukcję dla żandarmów pełniących służbę w Generalnym Inspektoracie Sił Zbrojnych”, a dwa lata później „Instrukcję wyszkolenia żandarmerii”.

## Żandarmeria w kampanii wrześniowej 1939
W okresie poprzedzającym wybuch II wojny światowej, zgodnie z planami mobilizacyjnymi, utworzono stanowisko Naczelnego Szefa Żandarmerii, które objął płk Felicjan Plato-Bałaban, natomiast dowódcą Żandarmerii MSWojsk. został płk Adam Popowicz. Jednak brak precyzyjnych zasad postępowania żandarmerii w czasie wojny oraz panujący zamęt kompetencyjny między naczelnym szefem żandarmerii a dowódcą Żandarmerii MSWojsk. uniemożliwił sprawne zorganizowanie oddziałów żandarmerii. Skutkiem tego część jednostek, znajdujących się na ziemiach wschodnich, została 17 września 1939 r. zaskoczona agresją Związku Radzieckiego. Wielu żandarmów znalazło się w obozach jenieckich, głównie w Charkowie. Niewielka ilość uniknęła niewoli, ukrywając się w okupowanym kraju lub przedostając się do Rumunii lub Węgier. Tragiczne losy spotykały praktycznie całą kadrę Centrum Wyszkolenia Żandarmerii z Grudziądza, która po 17 września 1939 roku dostała się do niewoli radzieckiej i zginęła w Katyniu.
Od drugiego tygodnia wojny żandarmerii z Oddziału Ochronnego Żandarmerii Kwatery Głównej Naczelnego Wodza byli wykorzystywani w charakterze eskorty kurierów - oficerów Oddziału III Operacyjnego Sztabu NW wysyłanych z rozkazami marszałka Polski Edwarda Śmigłego-Rydza do dowódców związków operacyjnych. Powierzenie tego zadania było następstwem operowania na tyłach jednostek WP niemieckich grup dywersyjnych i patroli rozpoznawczych Wehrmachtu. Ponadto żandarmi mieli ułatwiać kurierom przejazd drogami, zatłoczonymi przez ewakuującą się ludność cywilną.
Żandarmeria Wojskowa w czasie działań wojennych wykonywała większość swoich funkcji z okresu pokojowego, w tym dbała o bezpieczeństwo ludności cywilnej. Jej formacje organizowano wszędzie tam, gdzie Siły Zbrojne RP toczyły walki z hitlerowskim najeźdźcą.

## Żandarmeria Polskich Sił Zbrojnych na Zachodzie 1939-1949
Po klęsce wrześniowej utworzono w listopadzie 1939 roku Plutonu Żandarmerii przy Sztabie Naczelnego Wodza Wojska Polskiego we Francji. Po klęsce Francuzów w 1940 roku żołnierze polscy, w tym żandarmi, ewakuowali się do Wielkiej Brytanii. Zreorganizowano tam plutony żandarmerii działające nad Sekwaną i stworzono nowe, przystosowane do potrzeb wojska polskiego w Wielkiej Brytanii. Szefem żandarmerii został ppłk Kazimierz Chodkiewicz.
Żandarmerię Wojskową tworzono również w Związku Radzieckim przy armii gen. Władysława Andersa. Nie od razu jednak. Nadesłane przez władze sowieckie wytyczne, według których miała tworzyć się polska armia, nie uwzględniały tego typu formacji. Niemniej jednak konieczność utrzymania dyscypliny w szeregach wojska wymusiła stworzenie żandarmerii. Powoływali ją dowódcy dywizji, mając ustną zgodę dowódcy armii. We wrześniu 1941 r. powstał pierwszy pododdział żandarmerii - kompania bezpieczeństwa, którą powołano do zadań służby ochronnej i wartowniczej. W jej składzie, obok żandarmów, znaleźli się też byli funkcjonariusze Policji Państwowej i Straży Granicznej. W tym czasie szef sztabu już wydał zarządzenie o utworzeniu w armii żandarmerii tymczasowej nazwanej Wojskową Policją Polową (WPP). Obowiązki dowódcy powierzono mjr. Stefanowi Halewskiemu-Hrycyszynowi.
Przy dywizjach piechoty powstawały plutony WPP podlegające szefom sztabów dywizji bądź szefowi sztabu armii. Żołnierze Wojskowej Policji Polowej pełnili służbę po 12 – 14 godzin, początkowo bez uzbrojenia, w cywilnych ubraniach, a niekiedy mundurach wojskowych z kampanii wrześniowej. Brak żywności i odzieży to tylko nieliczne problemy z jakimi żandarmeria zetknęła się na terenie ZSRR. Pracy nie ułatwiały liczne przestępstwa popełniane nie tylko przez żołnierzy polskich ale też ludność cywilną, która masowo przybywała do miejsc tworzenia jednostek Polskich Sił Zbrojnych.
Po ewakuacji armii Andersa na Bliski Wschód nastąpił stopniowy rozwój żandarmerii, a szczególny nacisk położono na szkolenia, których, z uwagi na trudne warunki zabrakło w Związku Radzieckim. Tym bardziej że wcześniej, w lutym 1941 roku, w polskich siłach zbrojnych na Zachodzie nowy szef tamtejszej żandarmerii, mjr Ignacy Skoczeń, rozpoczął podobne szkolenie służb porządkowych, m.in. na wzór angielski wprowadził ćwiczenia z regulacji ruchu. Dla żandarmerii, stacjonującej w tym czasie m.in. przy Samodzielnej Brygadzie Strzelców Karpackich, taka wiedza okazała się przydatna podczas walk o Tobruk. Oprócz zadań regulaminowych żandarmi wówczas wykorzystywani byli jako łącznicy oddziałów rozproszonych na pustyni. Ponadto patrolowali przedpola, pilotowali kolumny.
Po utworzeniu we wrześniu 1942 roku Armii Polskiej na Wschodzie - w składzie jednostek ewakuowanych z Rosji i dotychczasowych, m.in. II Korpusu Strzelców - jej dowódca, gen. Władysław Anders, przeorganizował żandarmerię i ustalił jej nowy zakres kompetencji. Stan formacji wynosił wówczas 38 oficerów oraz 628 podoficerów i szeregowych. Żandarmeria miała stać się symbolem bezpieczeństwa i porządku na froncie, a poza jego linią powstrzymywać żołnierzy od popełniania przestępstw, wykroczeń i przewinień niezgodnych z zasadami dyscypliny oraz prawa wojennego.
W 1944 roku 3 karpacki szwadron żandarmerii uczestniczył w bitwie pod Monte Casino, w czasie której regulował ruchem kolumn wojskowych oraz kontrolował ruch pojazdów cywilnych. Miernikiem dobrze spełnionego obowiązku podczas kampanii włoskiej były odznaczenia bojowe żołnierzy żandarmerii, w tym nadane cztery krzyże Virtuti Militari.
W 1946 roku rząd brytyjski przejął na siebie przeprowadzenie demobilizacji Polskich Sił Zbrojnych, tworząc Polski Korpus Przysposobienia i Rozmieszczenia. Utrzymano w nim formacje żandarmerii, które miały pomóc w zapewnieniu ładu, porządku i dyscypliny wśród demobilizowanych żołnierzy. Do PKPiR zapisało się 68 oficerów oraz 700 podoficerów i szeregowych żandarmerii II Korpusu. W marcu 1949 roku rozwiązano PKPiR. Był to tym samym koniec żandarmerii wojskowej II Rzeczypospolitej.

## Żandarmeria Ludowego Wojska Polskiego 1943–1945
14 maja 1943 na terytorium ZSRR rozpoczęto formowanie 1 Polskiej Dywizji Piechoty im. Tadeusza Kościuszki. W składzie dywizji znalazł się między innymi pododdział żandarmerii nazywany oficjalnie plutonem administracyjnym. Wzmianki o działalności tego plutonu oraz przypadkach naruszeń prawa i dyscypliny wojskowej wśród żołnierzy 1 DP znajdują się we wspomnieniach generała broni Zygmunta Berlinga. Z relacji pierwszego dowódcy dywizji wynika, że żandarmeria była właściwa wobec żołnierzy Wojska Polskiego wyłącznie w granicach obozu położonego w Sielcach nad Oką. Ściganie sprawców przestępstw poza obozem należało do kompetencji Oddziału Informacji 1 Dywizji Piechoty, w którym służbę pełnili wyłącznie oficerowie Armii Czerwonej.
Pierwszym dowódcą plutonu administracyjnego był ppor. Edmund Czarkowski, zmarły z ran odniesionych w bitwie pod Lenino, odznaczony pośmiertnie Krzyżem Srebrnym Orderu Wojennego Virtuti Militari.
10 sierpnia 1943 przystąpiono do organizacji 1 Korpusu Polskich Sił Zbrojnych w ZSRR. W składzie korpusu znalazła się samodzielna kompania administracyjna.
24 października 1943 zastępca dowódcy 1 Korpusu PSZ w ZSRR, generał brygady Karol Świerczewski ustalił „rodzaje barw dla poszczególnych broni Polskich Sił Zbrojnych w ZSRR”. Barwy broni były noszone na kołnierzach mundurów i płaszczy w postaci trójkąta równoramiennego długości sześciu centymetrów i szerokości trzech centymetrów. Żołnierze „służby bezpieczeństwa” mieli nosić trójkąty czerwono-żółte, czyli nawiązujące do barw żandarmerii II RP. Rozkaz obowiązywał od dnia 1 września 1943.
31 marca 1944 generał Berling wydał rozkaz nr 04/KG o przeformowaniu 1 Korpusu PSZ w 1 Armię Polską w ZSRR. Zgodnie z tym rozkazem do 15 kwietnia 1944 miała być zorganizowana kompania ochrony. Odpowiedzialnym za organizację kompanii został komendant ochrony, kapitan Gyś. W wydanych tego samego dnia „Wytycznych dowódcy 1 Armii Polskiej w ZSRR (...)” ustalono, że kompania ochrony miała być sformowana w rejonie Żytomierza na Ukrainie według sowieckiego etatu Nr 02/162 samodzielnej kompanii ochrony polowego dowództwa armii (ros. отдельная рота охраны полевого управления армии) o stanie 185 wojskowych. 1 kwietnia 1944 w Trojanowie generał Berling rozkazał przeformować „kompanię administracyjną korpusu na samochodową kompanię ochrony polowego Sztabu Armii według etatu nr 02/162”.
20 sierpnia 1944, na części terytorium II RP wyzwolonej spod okupacji niemieckiej, rozpoczęto formowanie Sztabu Głównego według sowieckiego etatu dowództwa frontu oraz 2 Armii. 6 października 1944 został wydany rozkaz w sprawie formowania 3 Armii. Wymienione związki operacyjne miały utworzyć Front Polski. Każda z trzech armii posiadała samodzielną kompanię ochrony polowego dowództwa armii, natomiast na szczeblu frontu zostały sformowane dwa samodzielne bataliony ochrony polowego dowództwa frontu (ros. oтдельный батальон охраны полевого управления фронта). Bataliony zostały zorganizowane według sowieckich etatów Nr 02/407 o stanie 434 wojskowych i Nr 02/416 o stanie 335 wojskowych.
W październiku 1944 w składzie Wojska Polskiego znajdowały się następujące pododdziały ochrony:
- 4 samodzielny batalion ochrony polowego dowództwa Frontu (84001),
- 5 samodzielny batalion ochrony polowego dowództwa Frontu (84008),
- 2 samodzielna kompania ochrony polowego dowództwa 1 Armii (65421),
- 7 samodzielna kompania ochrony polowego dowództwa 2 Armii (84029),
- 2 samodzielna kompania ochrony polowego dowództwa 3 Armii (57079).

W nawiasach zostały podane numery poczty polowej.
W sztabie każdej z dziesięciu sformowanych dywizji piechoty został zorganizowany pluton porządkowo-ochronny. Ten sam pododdział występował także w strukturze organizacyjnej pułku piechoty.
17 listopada 1944 Naczelny Dowódca Wojska Polskiego, generał broni Michał Rola-Żymierski wydał rozkaz Nr 061/Org. „o zorganizowaniu dowództwa żandarmerii WP”.
Wspomniany rozkaz brzmiał: „w celu usprawnienia organizacji jednostek żandarmerii WP i postawienia na najwyższym poziomie wyszkoleniowym, dyscypliny i moralnym istniejących oddziałów rozkazuję:
1. Zorganizować dowództwo żandarmerii przy Sztabie Głównym Wojska Polskiego jako organ dowodzenia, kontroli i referowania spraw bezpieczeństwa i dyscypliny wojskowej wojska.
2. Organizację powierzyć wyznaczonemu na stanowisko dowódcy żandarmerii, ppłkowi Duszyńskiemu.
3. Organizację ukończyć do dnia 25.XI.1944 r.
4. Szefowi Mobilizacji i Uzupełnień oraz szefowi Oddziału Personalnego Naczelnego Dowództwa uzupełnić stan osobowy dowództwa żandarmerii w myśl zatwierdzonego etatu.
5. Głównemu kwatermistrzowi armii przyjąć dowództwo żandarmerii na wszystkie rodzaje zaopatrzenia.
6. O wykonaniu zameldować mi przez Oddział Organizacyjno-etatowy Sztabu Głównego do dnia 27.XI.1944 r.”[66]

W tym samym czasie istniejące pododdziały ochrony zaczęły używać nazwy „żandarmerii”:
- 4 samodzielny batalion żandarmerii,
- 5 samodzielny batalion żandarmerii,
- 2 samodzielna kompania żandarmerii,
- 7 samodzielna kompania żandarmerii,
- 8 samodzielna kompania żandarmerii.

15 listopada 1944 został wydany rozkaz Nr 059/Org. Naczelnego Dowódcy WP w sprawie zaprzestania organizacji 3 Armii. W wykonaniu tego rozkazu, z dniem 29 listopada 1944, została rozformowana 8 samodzielna kompania żandarmerii.
5 lutego 1945 w Lublinie ukazał się rozkaz Nr 27/org. Naczelnego Dowódcy WP o rozformowaniu dowództwa żandarmerii WP. Generał Rola-Żymierski stwierdził w nim „w związku z tym, że w najbliższym czasie nie jest przewidziane formowanie specjalnych jednostek żandarmerii Wojska Polskiego rozkazuję:
1. Do dnia 10.II.1945 r. rozformować istniejące dowództwo żandarmerii WP utrzymujące się według etatu nr 28/2.
2. Skład osobowy dowództwa żandarmerii skierować do dyspozycji: a) oficerów - do Oddziału Personalnego WP, b) podoficerów i szeregowców - do Szefostwa Mobilizacji i Uzupełnień. Sprzęt i uzbrojenie przekazać do składów w myśl wskazówek głównego kwatermistrza.
3. Nieprawidłowo określone nazwą «Żandarmeria» 4 i 5 samodzielne bataliony ochrony dowództwa polowego Frontu, w armiach – samodzielne kompanie ochrony, w dywizjach – plutony komendanckie – nazywać w przyszłości etatowego określenia.
4. Dowódca żandarmerii ppłk Duszyński zamelduje mi wykonanie niniejszego rozkazu do dnia 12.II.1945 r. za pośrednictwem Oddziału Organizacyjno-etatowego Sztabu Głównego WP”[68].

Mimo że wspomniany rozkaz zakazywał używania nazwy „Żandarmeria” nie był konsekwentnie przestrzegany, czego przykładem może być kolejny rozkaz ogólny Nr 0225 dowódcy 1 Armii WP z dnia 1 czerwca 1945 o rozformowaniu kompanii karnych wchodzących w skład armii. Punkt 6 tego rozkazu brzmiał: „Sformowane na podstawie zarządzenia nr 0128 z dnia 31 marca 1945 r. drużyny żandarmerii przy kompaniach karnych rozformować i ich stan osobowy przekazać do dyspozycji szefa Oddziału Ogólnoorganizacyjnego Sztabu Armii”.
Plutony porządkowo-ochronne w dywizjach piechoty, nazywane plutonami komendanckimi, przetrwały do jesieni 1945, kiedy to nastąpiła demobilizacja WP i przejście na etaty pokojowe. W tym samym czasie na bazie Dowództwa 1 Armii zostało utworzone Dowództwo Śląskiego Okręgu Wojskowego, a na bazie Dowództwa 2 Armii - Dowództwo Poznańskiego Okręgu Wojskowego. Na bazie dotychczasowych samodzielnych kompanii ochrony zostały sformowane samodzielne kompanie strzeleckie, których zadaniem była ochrona dowództw okręgów wojskowych.
4 samodzielny batalion ochrony został (16 listopada 1945) przeformowany w 4 samodzielny batalion ochrony Sztabu Generalnego, a latem następnego roku w batalion wartowniczy nr 14. W wyniku kolejnych przekształceń organizacyjnych tej jednostki powstała Brygada Ochrony im. gen. dyw. Bolesława Wieniawy-Długoszowskiego.
W ówczesnych warunkach politycznych nie było w Wojsku Polskim miejsca dla dwóch instytucji zajmujących się sprawami bezpieczeństwa i dyscypliny wojskowej. Żandarmeria musiała ustąpić miejsca Informacji WP.

## Pion prewencji Wojskowej Służby Wewnętrznej 1957-1990
W Polsce Ludowej, w latach 1957-1990 zadania żandarmerii wykonywał pion prewencji Wojskowej Służby Wewnętrznej realizujący zadania z zakresu służby patrolowej, konwojowej, asystencyjnej, dochodzeniowo-śledczej, ochronnej i regulacji ruchu.

## Żandarmeria Wojskowa w III Rzeczypospolitej od roku 1990
Zgodnie z Rozkazem Ministra Obrony Narodowej Nr Pf-42/Org. z 18 kwietnia 1990 roku i Zarządzeniem Szefa Sztabu Generalnego WP Nr 062/Org. z 15 czerwca tegoż roku, określono strukturę organizacyjną oraz skład ilościowy jednostek Żandarmerii Wojskowej. Oficjalnie oddziały żandarmerii reaktywowano 1 września 1990 roku. Wówczas to na ulicach miast pojawiły się patrole żandarmerii, które wzbogaciły lokalny folklor barwnymi rogatywkami i szkarłatnymi otokami, nawiązującymi do tradycji niepodległościowej II RP, na co nie omieszkała zwrócić uwagi opinia publiczna, a w tym prasa. To właśnie ŻW w 1990 roku, jako pierwsza formacja otrzymała rogatywki.
Jednocześnie poza efektownym powrotem do tradycji żandarmeria musiała w tym okresie zmagać się także z wyzwaniami nowych czasów transformacji. Rozpoczął się wówczas trudny dla niej okres wydzielania z dotychczasowych struktur Wojskowej Służby Wewnętrznej zasobów kadrowych, sprzętu i niezbędnej infrastruktury. Zachodzące przemiany, nie zawsze dobrze przyjmowane i rozumiane, bolesne dla wielu ludzi, wymagały szczególnego oddziaływania oraz wzmożonych wysiłków związanych z wdrażaniem żandarmów do nowych zadań i obowiązków. Sama nazwa "żandarmeria" wywoływała wiele negatywnych skojarzeń. Od początku istnienia żandarmerii III Rzeczypospolitej jej celem było stworzenie wizerunku formacji jako instytucji wspierającej dowódców w kształtowaniu i utrzymywaniu dyscypliny, porządku wojskowego i przestrzegania prawa. Tego niełatwego zadania podjął się gen. bryg. Jerzy Jarosz, którego ówczesny minister obrony narodowej, gen. broni Florian Siwicki, wyznaczył na stanowisko komendanta głównego Żandarmerii Wojskowej.
Żandarmeria Wojskowa, tak jak całe Siły Zbrojne, musiała dokonać i dalej dokonuje niezbędnych zmian dyslokacyjnych, organizacyjnych i strukturalnych. Następstwem tych zmian był odpływ i wymiana dużej ilości kadry. Żandarmeria stawała się z czasem nie tylko nową strukturą organizacyjną, ale także jakościowo nowym zespołem ludzi, w którym szybko nastąpiły procesy integracyjne. Jej szeregi zasiliła kadra osób o nowych umiejętnościach. Zgodnie z Zarządzeniem Szefa Sztabu Generalnego WP Nr 062/Org. z 15 czerwca 1990 r. utworzono:
- Komendę Główną Żandarmerii Wojskowej w Warszawie
- Komendy Żandarmerii Wojskowej:
  - Warszawskiego Okręgu Wojskowego
  - Pomorskiego Okręgu Wojskowego
  - Śląskiego Okręgu Wojskowego

Ponadto powołano Oddziały Żandarmerii Wojskowej: Warszawa, Kraków, Bydgoszcz, Szczecin, Wrocław, Poznań; 18 Wydziałów Żandarmerii Wojskowej; 47 Placówek Żandarmerii Wojskowej, a także Ośrodek Szkolenia Żandarmerii Wojskowej w Mińsku Mazowieckim.
25 października 1991 roku znowelizowano ustawę o powszechnym obowiązku obrony RP. Jej artykuł 16. określił funkcje i zadania Żandarmerii Wojskowej w taki oto sposób:
Tworzy się Żandarmerię Wojskową, która wykonuje w Siłach Zbrojnych Rzeczypospolitej Polskiej oraz w stosunku do żołnierzy zadania związane w szczególności z:
- zapewnieniem przestrzegania dyscypliny wojskowej;
- ochroną życia i zdrowia oraz mienia przed bezprawnymi zamachami naruszającymi te dobra;
- ochroną bezpieczeństwa i porządku publicznego oraz ochroną tajemnicy państwowej i służbowej;
- zapobieganiem popełnianiu przestępstw i wykroczeń oraz innym zjawiskom kryminogennym, a także wykrywaniem przestępstw i wykroczeń oraz ściganiem ich sprawców;
- zapewnieniem przestrzegania przepisów porządkowych i administracyjnych.

## Dowódcy i komendanci główni Żandarmerii
Dowódcy Żandarmerii II Rzeczypospolitej
- gen. ppor. Eugeniusz Dąbrowiecki (1919–1921)
- płk żand. Władysław Jaxa-Rożen (1921–1926)
- płk żand. Julian Sas-Kulczycki (1927–1929)
- płk żand. Felicjan Plato Bałaban (1929–1939)

Komendanci Główni Żandarmerii Wojskowej
- gen. bryg. Jerzy Jarosz (1 IX 1990 – 20 II 1992)
- płk dypl. Henryk Piątkowski (11 III 1992 – 1 IV 1993)
- gen. bryg. Alfons Kupis (1 IV 1993 – 24 VII 2000)
- gen. bryg. / gen. dyw. Jerzy Słowiński (1 VIII 2000 – 30 VII 2003)
- płk / gen. dyw. Bogusław Pacek (31 VII 2003 – 3 X 2006)
- gen. bryg. / gen. dyw. Jan Żukowski (3 X 2006 – 1 I 2008)
- gen. bryg. Marek Witczak (2 I 2008 – 17 XII 2010)
- gen. bryg. / gen. dyw. Mirosław Rozmus (17 XII 2010 – 11 VI 2015)
- gen. bryg. Piotr Nidecki (12 VI – 24 XII 2015)
- gen. bryg. / gen. dyw. Tomasz Połuch (1 III 2016 – 14 II 2024)
- płk Tomasz Kajzer (14 II 2024)